# اسسولفام پتاسیم
اسسولفام پتاسیم (به انگلیسی: Acesulfame potassium) با فرمول شیمیایی C4H4KNO4S یک ترکیب شیمیایی با شناسه پاب‌کم 23683747 است. که جرم مولی آن 201.242 می‌باشد. شکل ظاهری این ترکیب، پودر بلورین سفید است.